# (285285) 1998 SP63
1998 أس بي 63 (ويعرف أيضًا باسم (285285) 1998 أس بي 63 وفق تسمية الكوكب الصغير) (بالإنجليزية: 1998 SP63)‏؛ هو كويكب ضمن حزام الكويكبات.
اكتُشف هذا الجُرم الفلكي بواسطة برنامج شميدت للكويكبات في بكين في 29 سبتمبر 1998، وترتيبه 285285 من حيث الاكتشاف.

## الوصف
اكتُشف 2852851998SP في 29 سبتمبر 1998 في محطة شينغلونغ، الواقع في جبال يان، مقاطعة خبي في الصين، بواسطة برنامج شميدت للكويكبات في بكين. وقد رصد المشروع 185 مشاهدة للكويكب إلى غاية 4 مايو 2021 بتوقيت منطقة المحيط الهادئ، أي في مدة قدرها 9,197 يومًا (25.2 عام). تستغرق الفترة المدارية للكويكب 1,290 يومًا (3.5 عام).

## الخصائص المدارية
يتميز مدار هذا الكويكب بنصف محور رئيسي يبلغ 2.32 وحدة فلكية، وحضيض قدره 1.73 وحدة فلكية، وانحراف قدره 0.255 وزاوية ميلان 3.35 درجة بالنسبة لمسار الشمس. بسبب هذه الخصائص، أي نصف المحور الرئيسي بين 2 و3.2 وحدة فلكية وحضيض أكبر من 1,666 وحدة فلكية، يُصنف هذا الجُرم الفلكي وفقًا لقاعدة بيانات مختبر الدفع النفاث لأجرام النظام الشمسي الصغيرة كائنًا من حزام الكويكبات الرئيسي.

## وصلات خارجية
- (285285) 1998 SP63 في قاعدة بيانات مختبر الدفع النفاث لأجرام النظام الشمسي الصغيرة

- الاكتشاف · مخطط المدار ·  العناصر المدارية · المعلمات المادية

- (285285) 1998 SP63 على موقع ويكي سكاي: DSS2, SDSS, GALEX, IRAS, Hydrogen α, X-Ray, Astrophoto, Sky Map, Articles and images